# Boeun Sangmu WFC
El Boeun Sangmu Women's Football Club (en coreano: 보은 상무) es un equipo de fútbol femenino de Condado de Boeun, Provincia de Chungcheong del Norte, Corea del Sur. Fue fundado en 2007 como Busan Sangmu y es parte de las divisiones deportivas de las Fuerzas Armadas de la República de Corea, en 2015 el equipo se mudó a Boeun. Juega en la WK League, máxima categoría del fútbol femenino del país. El Boeun Sangmu al ser un equipo militar no ficha a jugadoras extranjeras.

## Trayectoria
| Temporada | Temporada regular de la WK League | Temporada regular de la WK League | Temporada regular de la WK League | Temporada regular de la WK League | Temporada regular de la WK League | Temporada regular de la WK League | Temporada regular de la WK League | Temporada regular de la WK League | Playoffs     |
| Temporada | P                                 | V                                 | L                                 | E                                 | GF                                | GC                                | Pts                               | Pos                               | Playoffs     |
| --------- | --------------------------------- | --------------------------------- | --------------------------------- | --------------------------------- | --------------------------------- | --------------------------------- | --------------------------------- | --------------------------------- | ------------ |
| 2009      | 20                                | 4                                 | 6                                 | 10                                | 21                                | 39                                | 18                                | 5th                               | No clasificó |
| 2010      | 20                                | 3                                 | 3                                 | 14                                | 24                                | 42                                | 12                                | 6th                               | No clasificó |
| 2011      | 21                                | 11                                | 2                                 | 8                                 | 30                                | 32                                | 35                                | 4th                               | No clasificó |
| 2012      | 21                                | 2                                 | 4                                 | 15                                | 25                                | 53                                | 10                                | 8th                               | No clasificó |
| 2013      | 24                                | 2                                 | 7                                 | 15                                | 22                                | 43                                | 13                                | 7th                               | No clasificó |
| 2014      | 24                                | 4                                 | 6                                 | 14                                | 23                                | 45                                | 18                                | 6th                               | No clasificó |
| 2015      | 24                                | 3                                 | 2                                 | 19                                | 22                                | 66                                | 11                                | 7th                               | No clasificó |
| 2016      | 24                                | 1                                 | 5                                 | 18                                | 13                                | 53                                | 8                                 | 7th                               | No clasificó |
| 2017      | 28                                | 3                                 | 4                                 | 21                                | 22                                | 63                                | 13                                | 8th                               | No clasificó |
| 2018      | 28                                | 3                                 | 7                                 | 18                                | 18                                | 59                                | 16                                | 7th                               | No clasificó |
| 2019      | 28                                | 8                                 | 6                                 | 14                                | 22                                | 36                                | 30                                | 6th                               | No clasificó |